# كاشف الغاز
كاشف الغاز أو حساس الغاز (بالإنجليزية: gas detector) هو جهاز يكتشف وجود الغازات في منطقة ما، غالبا كجزء من نظام السلامة. يمكن لكاشف الغاز أن يصدر إنذارا للمشغلين في المنطقة التي يحدث فيها التسرب، مما يمنحهم الفرصة للمغادرة. هذا النوع من الأجهزة مهم لأن هناك العديد من الغازات التي يمكن أن تكون ضارة بالحياة العضوية، مثل البشر أو الحيوانات.
يمكن استخدام كاشفات الغاز للكشف عن المواد التي تحمل لقب قابل للاحتراق، قابل للاشتعال وسامة الغازات، واستنزاف الأكسجين. يستخدم هذا النوع من الأجهزة على نطاق واسع في الصناعة ويمكن العثور عليه في المواقع، مثل منصات النفط؛ لمراقبة عمليات التصنيع والتقنيات الناشئة مثل الضوئية. ويمكن استخدامها في مكافحة الحرائق.
كشف تسرب الغاز هي عملية تحديد المخاطر المحتملة لتسرب الغاز بواسطة مجسات. بالإضافة إلى ذلك، يمكن إجراء تحديد مرئي باستخدام كاميرا حرارية، وعادة ما تستخدم هذه المستشعرات إنذارا مسموعا لتنبيه الأشخاص عند اكتشاف غاز خطير. يمكن أن يحدث التعرض للغازات السامة أيضا في عمليات مثل الطلاء والتبخير وملء الوقود والبناء وحفر التربة الملوثة وعمليات مدافن النفايات ودخول الأماكن الضيقة وما إلى ذلك. تشمل المستشعرات الشائعة مستشعرات الغاز القابلة للاحتراق وكاشفات التأين الضوئي، مجسات نقطة الأشعة تحت الحمراء، مجسات فوق صوتية، مجسات الغاز الكهروكيميائية، والمعادن أكسيد أشباه الموصلات مجسات (موس مجسات). في الآونة الأخيرة، دخلت أجهزة استشعار التصوير بالأشعة تحت الحمراء حيز الاستخدام. وتستخدم جميع هذه المجسات لمجموعة واسعة من التطبيقات ويمكن العثور عليها في المنشآت الصناعية والمصافي ومصانع الأدوية ومرافق التبخير ومصانع لب الورق والطائرات ومرافق بناء السفن وعمليات المواد الخطرة ومرافق معالجة مياه الصرف الصحي والمركبات واختبار جودة الهواء الداخلي والمنازل.

## التاريخ
أصبحت طرق الكشف عن تسرب الغاز مصدر قلق بعد اكتشاف آثار الغازات الضارة على صحة الإنسان. قبل ظهور الأجهزة الإلكترونية الحديثة والتي تشبه المجسات، اعتمدت طرق الكشف المبكر على أجهزة الكشف الأقل دقة. خلال القرنين ال19 وال20 في وقت مبكر، أن عمال مناجم الفحم جلب الكناري وصولا إلى الأنفاق معهم كنظام الكشف المبكر ضد الغازات التي تهدد الحياة مثل ثاني أكسيد الكربون، أول أكسيد الكربون والميثان. _الكناري، عادة ما يكون طائرا مغنيا جدا، سيتوقف عن الغناء ويموت في النهاية_ إذا لم يتم حمايته وإزالة هذه الغازات، مما يشير إلى عمال المناجم للخروج من المنجم بسرعة (تشبيه).
كان أول كاشف للغاز في العصر الصناعي هو مصباح سلامة اللهب (أو مصباح ديفي) اخترعها السير همفري ديفي (إنجلترا) في عام 1815 للكشف عن وجود الميثان (فيريدامب) في مناجم الفحم تحت الأرض. يتكون مصباح أمان اللهب من لهب زيت يتم ضبطه على ارتفاع معين في الهواء النقي. لمنع الاشتعال مع المصابيح، تم احتواء اللهب داخل غلاف زجاجي مع مانع لهب شبكي. اختلف ارتفاع اللهب اعتمادا على وجود الميثان (أعلى) أو نقص الأكسجين (أقل). حتى يومنا هذا، في أجزاء معينة من العالم لا تزال مصابيح السلامة اللهب في الخدمة.
بدأ العصر الحديث للكشف عن الغاز في 1926-1927 مع تطوير جهاز استشعار الاحتراق الحفاز (ليل) من قبل الدكتور أوليفر جونسون. كان الدكتور جونسون موظفا في شركة ستاندرد أويل في كاليفورنيا (الآن شيفرون)، وبدأ البحث والتطوير على طريقة للكشف عن الخلائط القابلة للاحتراق في الهواء للمساعدة في منع الانفجارات في صهاريج تخزين الوقود. تم تطوير نموذج توضيحي في عام 1926 ويشار إليه باسم النموذج أ. بدأ أول مقياس عملي «مؤشر بخار كهربائي» في الإنتاج في عام 1927 مع إصدار النموذج ب.
أول شركة في العالم للكشف عن الغاز، جونسون ويليامز إنسترومنتس (أو جي-دبليو إنسترومنتس) تأسست في عام 1928 في بالو ألتو، كاليفورنيا من قبل الدكتور أوليفر جونسون وفيل ويليامز. جي - دبليو إنسترومنتس معترف بها كأول شركة إلكترونيات في وادي السيليكون. على مدى السنوات ال 40 المقبلة أدوات جي-دبليو رائدة في العديد من «الأوائل» في العصر الحديث للكشف عن الغاز، بما في ذلك صنع أدوات أصغر وأكثر المحمولة، وتطوير كاشف الأكسجين المحمولة وكذلك أول أداة الجمع التي يمكن الكشف عن كل من الغازات القابلة للاحتراق/الأبخرة وكذلك الأكسجين.
قبل تطوير أجهزة الكشف عن أول أكسيد الكربون المنزلية الإلكترونية في 1980 و 1990، تم الكشف عن وجود أول أكسيد الكربون مع ورقة مملوءة كيميائيا تحولت إلى اللون البني عند تعرضها للغاز. منذ ذلك الحين، تم تطوير العديد من التقنيات والأجهزة الإلكترونية للكشف عن تسرب مجموعة واسعة من الغازات ومراقبته وتنبيهه.
مع تحسن تكلفة وأداء أجهزة استشعار الغاز الإلكترونية، تم دمجها في مجموعة واسعة من الأنظمة. كان استخدامها في السيارات في البداية ل التحكم في انبعاثات المحرك، ولكن الآن يمكن أيضا استخدام أجهزة استشعار الغاز لضمان راحة وسلامة الركاب. يتم تركيب أجهزة استشعار ثاني أكسيد الكربون في المباني كجزء من التهوية التي تسيطر عليها الطلب أنظمة. يتم البحث عن أنظمة استشعار الغاز المتطورة لاستخدامها في التشخيص الطبي، مراقبة، وأنظمة العلاج، أبعد من استخدامها الأولي في غرف العمليات. أصبحت أجهزة مراقبة الغاز وأجهزة الإنذار الخاصة بأول أكسيد الكربون والغازات الضارة الأخرى متاحة بشكل متزايد للاستخدام المكتبي والمنزلي، وأصبحت مطلوبة قانونا في بعض الولايات القضائية.
في الأصل، تم إنتاج أجهزة الكشف للكشف عن غاز واحد. قد تكتشف الوحدات الحديثة العديد من الغازات السامة أو القابلة للاحتراق، أو حتى مجموعة. يمكن لأجهزة تحليل الغاز الأحدث تفكيك إشارات المكونات من رائحة معقدة لتحديد عدة غازات في وقت واحد.
المعادن أكسيد أشباه الموصلات تم إدخال أجهزة الاستشعار (أجهزة استشعار موس) في عام 1990. تم عرض أول مستشعر غاز موس معروف بواسطة ج. سبيرفيجليري، ج. فاجليا، س.جروبيلي، ب. نيلي وأ. كامانزي في عام 1990. أصبحت أجهزة استشعار موس منذ ذلك الحين أجهزة الكشف عن الغاز البيئية الهامة.

## أنواع
يمكن تصنيف كاشفات الغاز وفقا لآلية التشغيل (أشباه الموصلات، الأكسدة، الحفاز، التأين الضوئي، الأشعة تحت الحمراء، إلخ.). تأتي أجهزة الكشف عن الغاز معبأة في شكلين رئيسيين: الأجهزة المحمولة وأجهزة الكشف عن الغاز الثابتة.
تستخدم أجهزة الكشف المحمولة لمراقبة الجو المحيط بالموظفين وهي إما محمولة باليد أو تلبس على الملابس أو على حزام/حزام. عادة ما يتم تشغيل أجهزة الكشف عن الغاز هذه بالبطارية. لأنها تنقل التحذيرات عبر إشارات مسموعة ومرئية، مثل الإنذارات والأضواء الساطعة، عندما يتم الكشف عن مستويات خطيرة من أبخرة الغاز.
يمكن استخدام كاشفات الغاز من النوع الثابت للكشف عن نوع واحد أو أكثر من أنواع الغاز. يتم تركيب أجهزة الكشف عن النوع الثابت بشكل عام بالقرب من منطقة المعالجة في المصنع أو غرفة التحكم، أو منطقة ضرورية يجب حمايتها، مثل المعامل وغرفة النوم السكنية. عموما، يتم تثبيت أجهزة الاستشعار الصناعية على نوع ثابت هياكل الفولاذ الطري وكابل يربط أجهزة الكشف إلى سكادا نظام للمراقبة المستمرة. يمكن تنشيط التعشيق التعثر لحالة الطوارئ.

### الكهروكيميائية
كاشفات الغاز الكهروكيميائية صممت للعمل عن طريق السماح للغازات بالانتشار من خلال غشاء مسامي إلى قطب كهربائي حيث يكون إما مؤكسد كيميائيا أو مخفض. يتم تحديد كمية التيار الناتج من خلال كمية الغاز المؤكسد عند القطب، يشير إلى تركيز الغاز. يمكن للمصنوعات تخصيص كاشفات الغاز الكهروكيميائية عن طريق تغيير الحاجز المسامي للسماح بالكشف عن نطاق تركيز غاز معين. أيضا، نظرا لأن حاجز الانتشار هو حاجز مادي / ميكانيكي، فإن الكاشف يميل إلى أن يكون أكثر استقرارا وموثوقية على مدار مدة المستشعر وبالتالي يتطلب صيانة أقل من تقنيات الكاشف المبكرة الأخرى.
ومع ذلك، فإن أجهزة الاستشعار تخضع لعناصر تآكل أو تلوث كيميائي وقد تستمر فقط 1-2 سنوات قبل أن يكون الاستبدال مطلوبا. تستخدم أجهزة الكشف عن الغاز الكهروكيميائية في مجموعة متنوعة من البيئات مثل المصافي وتوربينات الغاز والمصانع الكيماوية ومرافق تخزين الغاز تحت الأرض والمزيد.

### حبة الحفاز (بيليستور)
تستخدم أجهزة استشعار الخرزة التحفيزية بشكل شائع لقياس الغازات القابلة للاحتراق التي تشكل خطر الانفجار عندما تكون التركيزات بين انخفاض الحد الانفجار (ليل) والحد الأقصى للانفجار (إيل). توجد حبات نشطة ومرجعية تحتوي على لفائف أسلاك بلاتينية على أذرع متقابلة لدائرة جسر ويتستون ويتم تسخينها كهربائيا، تصل إلى بضع مئات من الدرجات ج.تحتوي الخرزة النشطة على محفز يسمح للمركبات القابلة للاحتراق بالتأكسد، وبالتالي تسخين الخرزة بشكل أكبر وتغيير مقاومتها الكهربائية. يتناسب فرق الجهد الناتج بين الخرزات النشطة والسلبية مع تركيز جميع الغازات والأبخرة القابلة للاحتراق الموجودة. يدخل الغاز الذي تم أخذ عينات منه إلى المستشعر من خلال أطل معدني متكلس، والذي يوفر حاجزا لمنع حدوث انفجار عندما يتم نقل الأداة إلى جو يحتوي على غازات قابلة للاحتراق. تقيس البيليستورات بشكل أساسي جميع الغازات القابلة للاحتراق، لكنها أكثر حساسية للجزيئات الأصغر التي تنتشر عبر اللبيدة بسرعة أكبر. تتراوح نطاقات التركيز القابلة للقياس عادة من بضع مئات من جزء في المليون إلى نسبة قليلة من الحجم. هذه المجسات غير مكلفة وقوية، ولكنها تتطلب ما لا يقل عن نسبة قليلة من الأكسجين في الغلاف الجوي لفحصها ويمكن تسميمها أو تثبيطها بواسطة مركبات مثل السيليكون والأحماض المعدنية والمركبات العضوية المكلورة ومركبات الكبريت.

### فوتويونيزاتيون
كشف فوتويونيزاتيون (بيدس) استخدام عالية-الفوتون- مصباح الأشعة فوق البنفسجية للطاقة لتأين المواد الكيميائية في الغاز العينة. إذا كان المركب يحتوي على طاقة تأين أقل من فوتونات المصباح، فسيتم إخراج الإلكترون، ويكون التيار الناتج متناسبا مع تركيز المركب. تشمل طاقات فوتون المصباح الشائعة 10.0 إيف 10.6 فولت و 11.7 فولت؛ يستمر المصباح القياسي 10.6 فولت لسنوات، بينما يستمر المصباح 11.7 فولت عادة لبضعة أشهر فقط ويستخدم فقط عندما لا يتوفر خيار آخر. يمكن الكشف عن مجموعة واسعة من المركبات بمستويات تتراوح من بضعة أجزاء في البليون إلى عدة آلاف جزء في المليون. تشمل فئات المركبات القابلة للاكتشاف من أجل تقليل الحساسية: العطريات ويوديد الألكيل؛ الأوليفينات، مركبات الكبريت، الأمينات، الكيتونات، الإيثرات، بروميد الألكيل وإسترات السيليكات؛ الاسترات العضوية، الكحولات، الألدهيدات والألكانات؛ ح2س، نه3، ف3 والأحماض العضوية. لا توجد استجابة للمكونات القياسية للهواء أو الأحماض المعدنية. المزايا الرئيسية ل بيدس هي حساسية ممتازة وبساطة الاستخدام؛ القيد الرئيسي هو أن القياسات ليست مركبة محددة. وقد أدخلت مؤخرا بيدس مع أنابيب ما قبل التصفية التي تعزز خصوصية لمثل هذه المركبات على النحو التالي البنزين أو بوتادين. وتستخدم على نطاق واسع بيدس قطع الملابس الثابتة، باليد ومصغرة للنظافة الصناعية، المواد الخطرة والرصد البيئي.

### نقطة الأشعة تحت الحمراء
تستخدم مستشعرات نقطة الأشعة تحت الحمراء الإشعاع الذي يمر عبر حجم معروف من الغاز؛ يتم امتصاص الطاقة من حزمة المستشعر عند أطوال موجية معينة، اعتمادا على خصائص الغاز المحدد. على سبيل المثال، يمتص أول أكسيد الكربون أطوال موجية تبلغ حوالي 4.2-4.5m م. تتم مقارنة الطاقة في هذا الطول الموجي بطول موجة خارج نطاق الامتصاص؛ الفرق في الطاقة بين هذين الطولين الموجيين يتناسب مع تركيز الغاز الموجود.
هذا النوع من أجهزة الاستشعار مفيد لأنه لا يجب وضعه في الغاز لاكتشافه ويمكن استخدامه من أجل الاستشعار عن بعد. يمكن استخدام مستشعرات نقطة الأشعة تحت الحمراء للكشف الهيدروكربونات وغيرها من الغازات النشطة بالأشعة تحت الحمراء مثل بخار الماء وثاني أكسيد الكربون. توجد أجهزة استشعار الأشعة تحت الحمراء بشكل شائع في مرافق معالجة مياه الصرف الصحي ومصافي التكرير وتوربينات الغاز والمصانع الكيماوية وغيرها من المرافق التي توجد فيها غازات قابلة للاشتعال وإمكانية حدوث انفجار. تسمح قدرة الاستشعار عن بعد بمراقبة كميات كبيرة من الفضاء.
انبعاثات المحرك هي مجال آخر حيث يجري بحث أجهزة استشعار الأشعة تحت الحمراء. سيكتشف المستشعر مستويات عالية من أول أكسيد الكربون أو الغازات غير الطبيعية الأخرى في عوادم المركبات وحتى يتم دمجها مع الأنظمة الإلكترونية للمركبة لإخطار السائقين.

### التصوير بالأشعة تحت الحمراء
الأشعة مجسات الصور وتشمل النظم النشطة والسلبية. للاستشعار النشط، تقوم مستشعرات التصوير بالأشعة تحت الحمراء عادة بمسح الليزر عبر مجال رؤية المشهد والبحث عن الضوء المتناثر في الطول الموجي لخط الامتصاص لغاز مستهدف معين. أجهزة استشعار التصوير بالأشعة تحت الحمراء السلبية التغيرات الطيفية في كل بكسل في صورة والبحث عن محددة التوقيعات الطيفية التي تشير إلى وجود الغازات المستهدفة. أنواع المركبات التي يمكن تصويرها هي نفسها تلك التي يمكن اكتشافها باستخدام أجهزة الكشف عن نقطة الأشعة تحت الحمراء، ولكن قد تكون الصور مفيدة في تحديد مصدر الغاز.

### أشباه الموصلات
أشباه الموصلات أجهزة الاستشعار، المعروف أيضا باسم المعادن أكسيد أشباه الموصلات مجسات (موس مجسات), كشف الغازات عن طريق تفاعل كيميائي يحدث عندما يأتي الغاز في اتصال مباشر مع المستشعر. ثاني أكسيد القصدير هي المادة الأكثر شيوعا المستخدمة في أجهزة استشعار أشباه الموصلات، وانخفضت المقاومة الكهربائية في أجهزة الاستشعار عندما يتعلق الأمر في اتصال مع الغاز رصدها. عادة ما تكون مقاومة ثاني أكسيد القصدير حوالي 50 كلفن في الهواء ولكن يمكن أن تنخفض إلى حوالي 3.5 كلفن في وجود 1 ٪ من الميثان. يستخدم هذا التغيير في المقاومة لحساب تركيز الغاز. تستخدم مستشعرات أشباه الموصلات بشكل شائع للكشف عن الهيدروجين والأكسجين وبخار الكحول والغازات الضارة مثل أول أكسيد الكربون. أحد الاستخدامات الأكثر شيوعا لأجهزة استشعار أشباه الموصلات هو في أجهزة استشعار أول أكسيد الكربون. كما أنها تستخدم في الكحول. نظرا لأن المستشعر يجب أن يتلامس مع الغاز لاكتشافه، تعمل مستشعرات أشباه الموصلات على مسافة أصغر من نقطة الأشعة تحت الحمراء أو أجهزة الكشف بالموجات فوق الصوتية.
أجهزة استشعار موس يمكن الكشف عن الغازات المختلفة، مثل أول أكسيد الكربون، ثاني أكسيد الكبريت، كبريتيد الهيدروجين، والأمونيا. منذ عام 1990، أصبحت أجهزة استشعار موس أجهزة الكشف عن الغاز البيئية الهامة.أجهزة الاستشعار موس على الرغم من تنوعا للغاية، تعاني من مشكلة حساسية الصليب مع الرطوبة. ويعزى سبب هذا السلوك إلى تفاعل أيونات الهيدروكسيل مع سطح الأكسيد. وقد بذلت محاولات للحد من هذا التدخل باستخدام تحسينات حسابي.

### بالموجات
بالموجات فوق الصوتية للكشف عن تسرب الغاز ليست أجهزة الكشف عن الغاز في حد ذاتها. يكتشفون الانبعاث الصوتي الناتج عندما يتمدد الغاز المضغوط في منطقة الضغط المنخفض من خلال فتحة صغيرة (التسرب). أنها تستخدم أجهزة الاستشعار الصوتية للكشف عن التغيرات في الضوضاء الخلفية من بيئتها. نظرا لأن معظم تسرب الغاز عالي الضغط يولد صوتا في نطاق الموجات فوق الصوتية البالغ 25 كيلو هرتز إلى 10 ميغاهيرتز، وأجهزة الاستشعار قادرة على التمييز بسهولة هذه الترددات من الضوضاء الصوتية الخلفية التي تحدث في نطاق مسموعة من 20 هرتز إلى 20 كيلو هرتز. ثم ينتج كاشف تسرب الغاز بالموجات فوق الصوتية إنذارا عندما يكون هناك انحراف بالموجات فوق الصوتية عن الحالة الطبيعية لضوضاء الخلفية. لا يمكن للكشف عن تسرب الغاز بالموجات فوق الصوتية قياس تركيز الغاز، ولكن الجهاز قادر على تحديد معدل تسرب الغاز المتسرب لأن مستوى الصوت بالموجات فوق الصوتية يعتمد على ضغط الغاز وحجم التسرب.
تستخدم أجهزة الكشف عن الغاز بالموجات فوق الصوتية بشكل أساسي للاستشعار عن بعد في البيئات الخارجية حيث يمكن لظروف الطقس أن تتبدد بسهولة الغاز المتسرب قبل السماح له بالوصول إلى أجهزة الكشف عن التسرب التي تتطلب الاتصال بالغاز لاكتشافه وإصدار إنذار. توجد هذه الكاشفات عادة في منصات النفط / الغاز البحرية والبرية، وضاغط الغاز ومحطات القياس، ومحطات توليد الطاقة التوربينية الغازية، وغيرها من المرافق التي تضم الكثير من خطوط الأنابيب الخارجية.

### المجسم
مجسات الغاز الثلاثية الأبعاد استخدام انعكاس الضوء للكشف عن التغيرات في مصفوفة فيلم البوليمر التي تحتوي على صورة ثلاثية الأبعاد. نظرا لأن الصور المجسمة تعكس الضوء عند أطوال موجية معينة، فإن التغيير في تكوينها يمكن أن يولد انعكاسا ملونا يشير إلى وجود جزيء غاز. ومع ذلك، تتطلب أجهزة الاستشعار الثلاثية الأبعاد مصادر إضاءة مثل الضوء الأبيض أو الليزر، ومراقب أو كسد كاشف.

## المعايرة
يجب أن تكون جميع أجهزة الكشف عن الغاز معايرة على جدول زمني. من بين عاملي الشكل لكاشفات الغاز، يجب معايرة الأجهزة المحمولة بشكل متكرر بسبب التغيرات المنتظمة في البيئة التي تواجهها. قد يكون جدول المعايرة النموذجي لنظام ثابت ربع سنوي أو نصف سنوي أو حتى سنويا بوحدات أكثر قوة. جدول المعايرة النموذجي لكاشف الغاز المحمول هو «اختبار عثرة» يومي مصحوب بمعايرة شهرية. تقريبا كل كاشف الغاز المحمولة يتطلب محددة معايرة الغاز في الولايات المتحدة، إدارة السلامة والصحة المهنية (أوشا) قد تضع معايير دنيا لإعادة المعايرة الدورية. 

### اختبار تحدي (الانفجارات)
نظرا لاستخدام كاشف الغاز لسلامة الموظف / العامل، فمن المهم جدا التأكد من أنه يعمل وفقا لمواصفات الشركة المصنعة. تحدد المعايير الأسترالية أن الشخص الذي يقوم بتشغيل أي كاشف غاز ينصح بشدة بفحص أداء كاشف الغاز كل يوم وأنه يتم صيانته واستخدامه وفقا لتعليمات وتحذيرات الشركات المصنعة.
يجب أن يتكون اختبار التحدي من تعريض كاشف الغاز لتركيز معروف من الغاز للتأكد من أن كاشف الغاز سيستجيب وأن الإنذارات المسموعة والمرئية تنشط. من المهم أيضا فحص كاشف الغاز بحثا عن أي ضرر عرضي أو متعمد عن طريق التحقق من أن البدن والمسامير سليمة لمنع أي دخول سائل وأن المرشح نظيف، وكل ذلك يمكن أن يؤثر على وظائف كاشف الغاز. ستتألف مجموعة اختبار المعايرة أو التحدي الأساسية من معايرة الغاز/ منظم / غطاء المعايرة وخرطوم (الموردة عموما مع كاشف الغاز) وحالة للتخزين والنقل. نظرا لأن 1 من كل 2500 أداة غير مختبرة ستفشل في الاستجابة لتركيز خطير من الغاز، فإن العديد من الشركات الكبيرة تستخدم محطة اختبار/معايرة آلية لاختبارات الصدمات ومعايرة أجهزة الكشف عن الغاز يوميا.

## تركيز الأكسجين
تستخدم شاشات مراقبة غاز نقص الأكسجين لسلامة الموظفين والقوى العاملة. والغازات المواد المبردة مثل النيتروجين السائل (LN2)، الهيليوم (He)السائل، والأرجون (Ar)السائل وهم العناصر الخاملة التي يمكن أن تحل محل الأكسجين (O2) في مكان ضيق في حالة وجود تسرب. يمكن أن يوفر الانخفاض السريع للأكسجين بيئة خطيرة للغاية للموظفين، الذين قد لا يلاحظون هذه المشكلة قبل أن يفقدوا الوعي فجأة. مع وضع ذلك في الاعتبار، من المهم وجود جهاز مراقبة غاز الأكسجين عند وجود المبردات. المختبرات، مري الغرف والأدوية وأشباه الموصلات والموردين المبردة هم مستخدمون نموذجيون لشاشات الأكسجين.
يتم قياس جزء الأكسجين أو غاز التنفس بواسطة مجسات الأكسجين الكهربائية الجلفانية. ويمكن استخدامها قائمة بذاتها، على سبيل المثال لتحديد نسبة الأكسجين في خليط نيتروكسالمستخدم في أنابيب الغوص، أو كجزء من حلقة التغذية المرتدة التي تحافظ على ثابت الضغط الجزئي من الأكسجين في ريبريثر.

## الأمونيا
الانبعث الغازي من الأمونيا يتم خروجه باستمرار في عمليات التبريد الصناعية وعمليات التحلل البيولوجي، بما في ذلك التنفس الزفير. اعتمادا على الحساسية المطلوبة لكشفه، يتم استخدام أنواع مختلفة من أجهزة الاستشعار (على سبيل المثال., كاشف تأين اللهب، أشباه الموصلات، الكهروكيميائية، الأغشية الضوئية). تعمل أجهزة الكشف عادة بالقرب من الحد الأدنى للتعرض من الغاز البالغ 25 جزء في المليون; ومع ذلك، فإن اكتشاف الأمونيا خاصة في السلامة الصناعية يتطلب مراقبة مستمرة أعلى من حد التعرض المميت البالغ 0.1٪.

## القابلية للاحتراق
- محفز حبة الاستشعار
- مقياس الانفجار
- مستشعر نقطة الأشعة تحت الحمراء
- كاشف المسار المفتوح بالأشعة تحت الحمراء

## أخرى
- كاشف تأين اللهب
- مستشعر الأشعة تحت الحمراء غير المتشتت
- كاشف التأين الضوئي
- أكسيد الزركونيوم خلية الاستشعار
- أجهزة الاستشعار الحفازة
- أشباه الموصلات أكسيد المعادن
- فيلم الذهب
- أنابيب كاشف اللونية
- جمع العينات والتحليل الكيميائي
- ناتئ كهرضغطية
- المجسم الاستشعار
- كاشف الموصلية الحرارية
- استشعار الغاز الكهروكيميائية

## السلامة المنزلية
هناك العديد من أجهزة الاستشعار المختلفة التي يمكن تركيبها للكشف عن تسربات الغازات الخطرة في محل الإقامة. حيث أن أول أكسيد الكربون هو غاز خطير للغاية، ولكنه عديم الرائحة، عديم اللون، مما يجعل من الصعب على البشر اكتشافه. فيمكن شراء أجهزة الكشف عن أول أكسيد الكربون بحوالي 20-60 دولارا أمريكيا. كما تطلب العديد من الولايات القضائية المحلية في الولايات المتحدة الآن تركيب أجهزة الكشف عن أول أكسيد الكربون بالإضافة إلى أجهزة الكشف عن الدخان في المساكن.
يمكن استخدام كاشفات الغاز القابل للاشتعال المحمولة لتتبع التسريبات من خطوط الغاز الطبيعي أو خزانات البروبان أو خزانات البوتان أو أي غاز آخر قابل للاحتراق. ويمكن شراء هذه المجسات مقابل 35-100 دولار أمريكي.

## البحوث
وقد دعمت المجموعة الأوروبية البحوث يسمى مشروع مينيغاس الذي تم تنسيقه من قبل مركز البحوث التقنية في فنلندا. يهدف هذا المشروع البحثي إلى تطوير أنواع جديدة من أجهزة استشعار الغاز القائمة على الضوئيات، ودعم إنشاء أدوات أصغر ذات سرعة وحساسية متساوية أو أعلى من أجهزة الكشف عن الغاز التقليدية من التي تعادل أجهزة التجريبية .

## روابط خارجية
- موسوعة الكشف عن الغاز نسخة محفوظة 30 نوفمبر 2015 على موقع واي باك مشين., ادافيك قاعدة المعرفة العلمية